# Cửu Đài
Cửu Đài (tiếng Trung: 九台区, Hán Việt: Cửu Đài khu) là một quận của địa cấp thị Trường Xuân, tỉnh Cát Lâm, Trung Quốc. Quận này có diện tích 3375 km2, dân số 830.000 người, mã số bưu chính 130500. Quận này được chia ra 3 nhai đạo, 12 trấn, 11 hương và 2 hương dân tộc. Quận Cửu Đài nằm ở phía đông của địa cấp thị Trường Xuân.